# Бенгальська Вікіпедія
Бенгальська Вікіпедія (бенг. বাংলা উইকিপিডিয়া) — розділ Вікіпедії бенгальською мовою. Створена 27 січня 2004 року. Бенгальська Вікіпедія станом на 24 березня 2025 року містить 166 088 статей, 487 482 зареєстрованих користувачів, 1230 активних дописувачів, 15 адміністраторів
. Загальна кількість сторінок в бенгальській Вікіпедії — 1 310 248, редагувань — 8 060 087, завантажених файлів — 19 956
. Глибина (рівень розвитку мовного розділу) бенгальської Вікіпедії велика і становить 291.9 пунктів
. Для підтримки бенгальської Вікіпедії та інших пов'язаних проектів у червні 2014 року була створена некомерційна організація «Вікімедіа Бангладеш» (англ. Wikimedia Bangladesh).
| Читачі бенгальської Вікіпедії (лютий 2016) | Читачі бенгальської Вікіпедії (лютий 2016) | Читачі бенгальської Вікіпедії (лютий 2016) | Читачі бенгальської Вікіпедії (лютий 2016) | Читачі бенгальської Вікіпедії (лютий 2016) |
| ------------------------------------------ | ------------------------------------------ | ------------------------------------------ | ------------------------------------------ | ------------------------------------------ |
| Країна                                     |                                            |                                            | %переглядів                                |                                            |
| Бангладеш                                  | Бангладеш                                  |                                            | 55.2%                                      | 55.2%                                      |
| США                                        | США                                        |                                            | 15.6%                                      | 15.6%                                      |
| Ірландія                                   | Ірландія                                   |                                            | 11.0%                                      | 11.0%                                      |
| Індія                                      | Індія                                      |                                            | 9.1%                                       | 9.1%                                       |
| Велика Британія                            | Велика Британія                            |                                            | 7.1%                                       | 7.1%                                       |
| Німеччина                                  | Німеччина                                  |                                            | 1.3%                                       | 1.3%                                       |
| Інші                                       | Інші                                       |                                            | 0.7%                                       | 0.7%                                       |

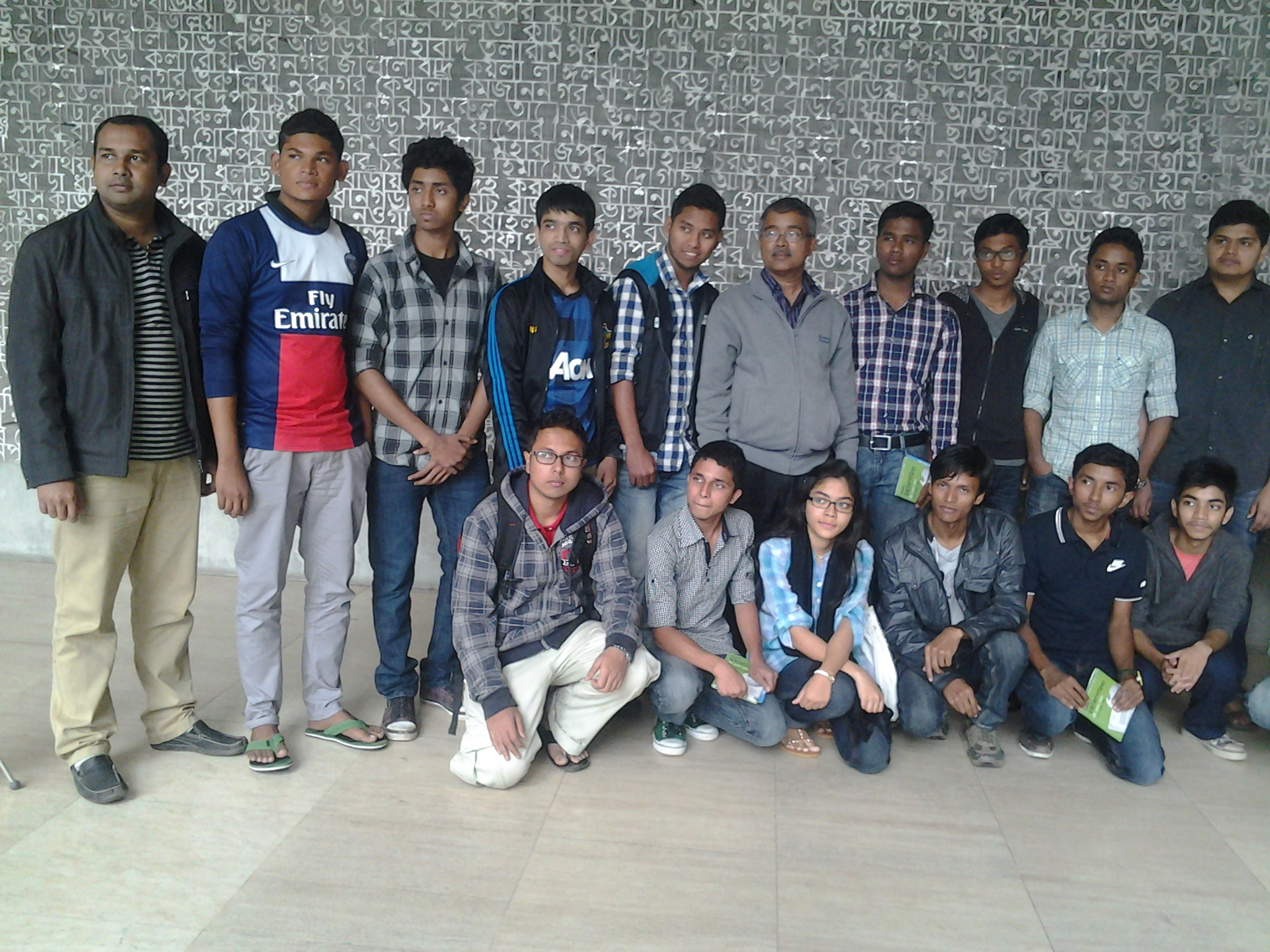
Дописувачі бенгальської Вікіпедії.
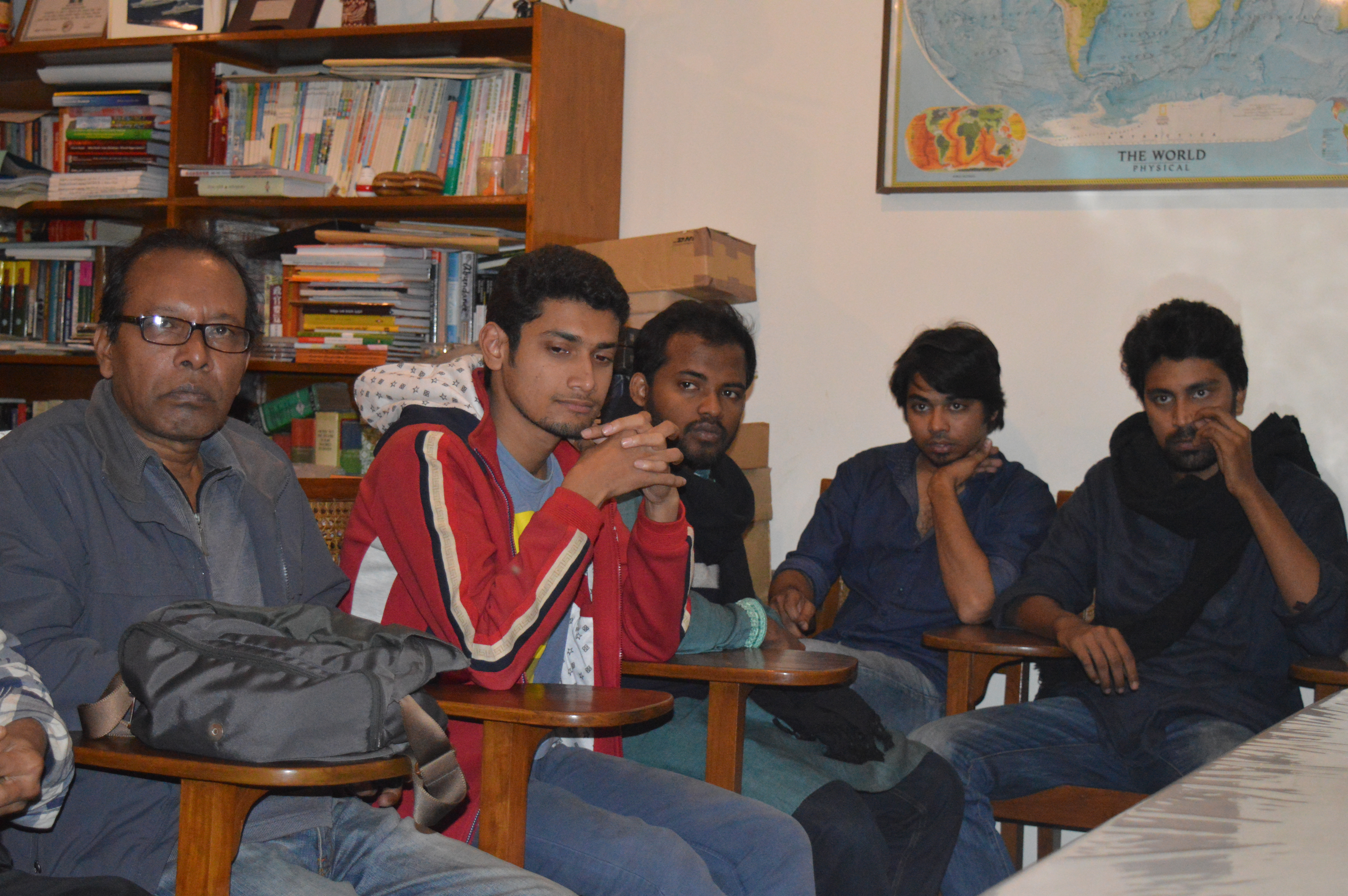
Дописувачі бенгальської Вікіпедії.